# William August Thulstrup
William August Thulstrup (født 4. april 1820, død 27. december 1898) var en dansk ingeniørofficer og arkitekt, far til lægen William Thulstrup.

## Karriere
Han blev kadet i 1831, sekondløjtnant à la suite i jysk jægerkorps 1839 (anciennitet fra 1838), indtrådte i 1840 i nummer, blev 1842 ansat i 3. Jægerkorps og blev samme år sat à la suite. I 1844 blev Thulstrup elev i Den kongelige militære Højskoles ældste afdeling, blev 1847 (med anciennitet fra 1846) premierløjtnant à la suite, blev 1848 premierløjtnant i Ingeniørkorpset, fik 1850 kaptajns anciennitet og blev senere samme år kaptajn af 2. klasse. I 1856 blev han kaptajn af 1. klasse og blev 1867 ansat i 2 . Ingeniørbataljon, blev 1868 stabschef ved Ingeniørkorpset, hvilket han var til udgangen af 1870, og fik 1872 (Webside ikke længere tilgængelig) afsked som oberst.
Thulstrup blev 9. september 1849 Ridder af Dannebrog, 29. april 1864 Dannebrogsmand, 23. maj 1882 Kommandør af 2. grad af Dannebrog og blev siden Kommandør af 1. grad. 23. januar 1889 blev han Ridder af den østrigske Jernkroneorden (ordenens 3. grad).

## Virke hos DSB
Imidlertid fortsatte Thulstrup som overingeniør ved Statsbanerne: Thulstrup var kommitteret, og i den egenskab virkede han som ingeniør og arkitekt ved anlæggelsen af jernbaner.
Sammen med kaptajn Thomas Arboe tegnede Thulstrup den anden banegård i Aarhus. Den var opført 1884 i nyrenæssancestil og muligvis inspireret af Bonns hovedbanegård, der blev opført 1883-84. Der er tvivl om, hvem af de to arkitekter, der har bidraget med hvad. Ifølge Thulstrup var Arboe kun ansvarlig for facaden, mens Arboe selv tog æren for hele stationsbygningen. Banegården måtte vige for den nuværende i 1929.
Året efter var Thulstrup engageret ved udvidelsen af Odenses anden banegård. Fyens Stiftstidende kunne oplyse, at tegningerne til udvidelsen var udarbejdet på overbaneingeniøren, oberst Thulstrups kontor efter dennes "anvisning og smag" og nok engang med assistance af arkitekt Thomas Arboe. Også denne banegård blev med tiden for lille og blev revet ned 1914.
Han var gift med Louise Marie Adolphine Gandil (1829-1908).